# Stylist

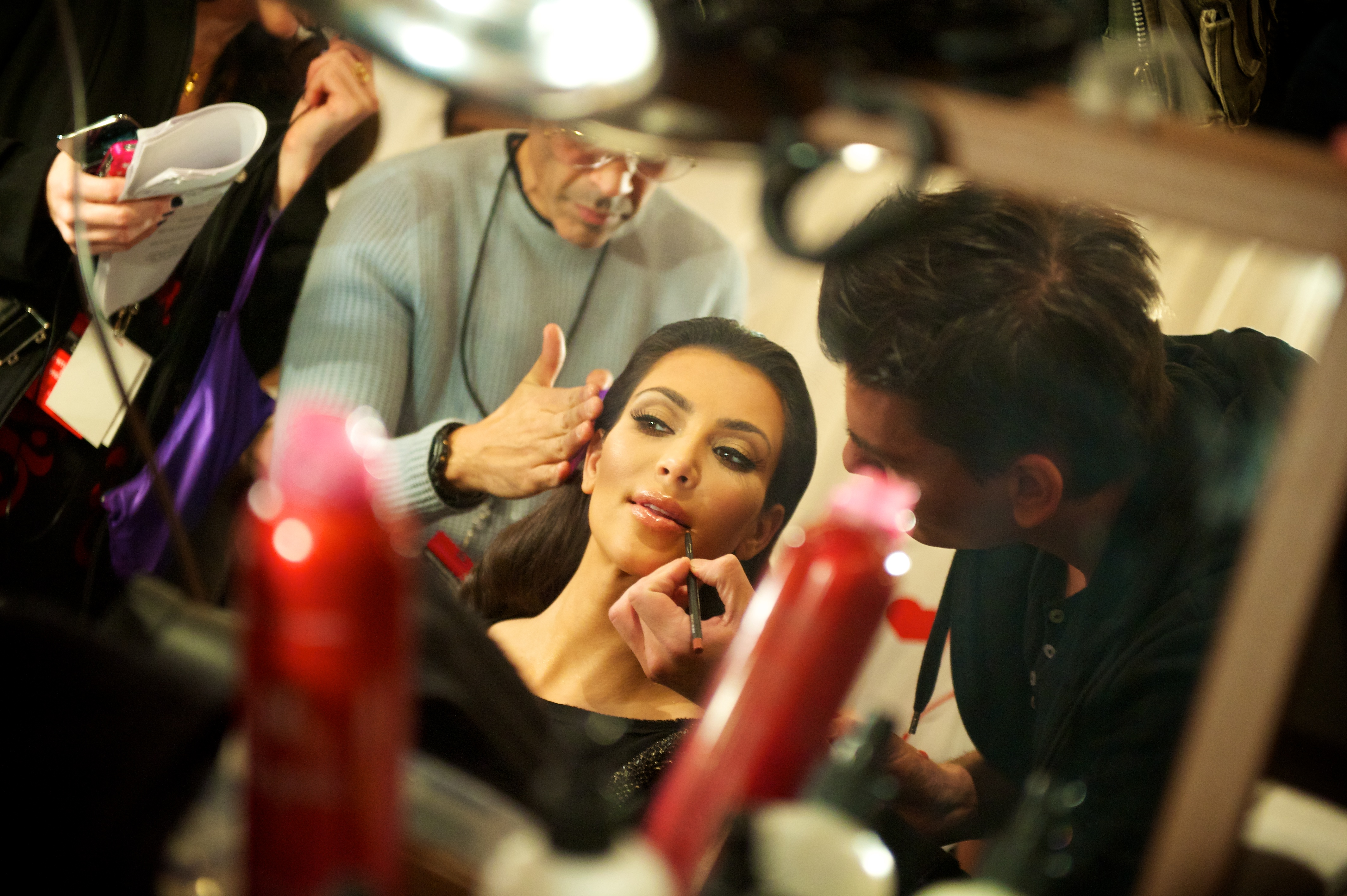
Kim Kardashian backstage

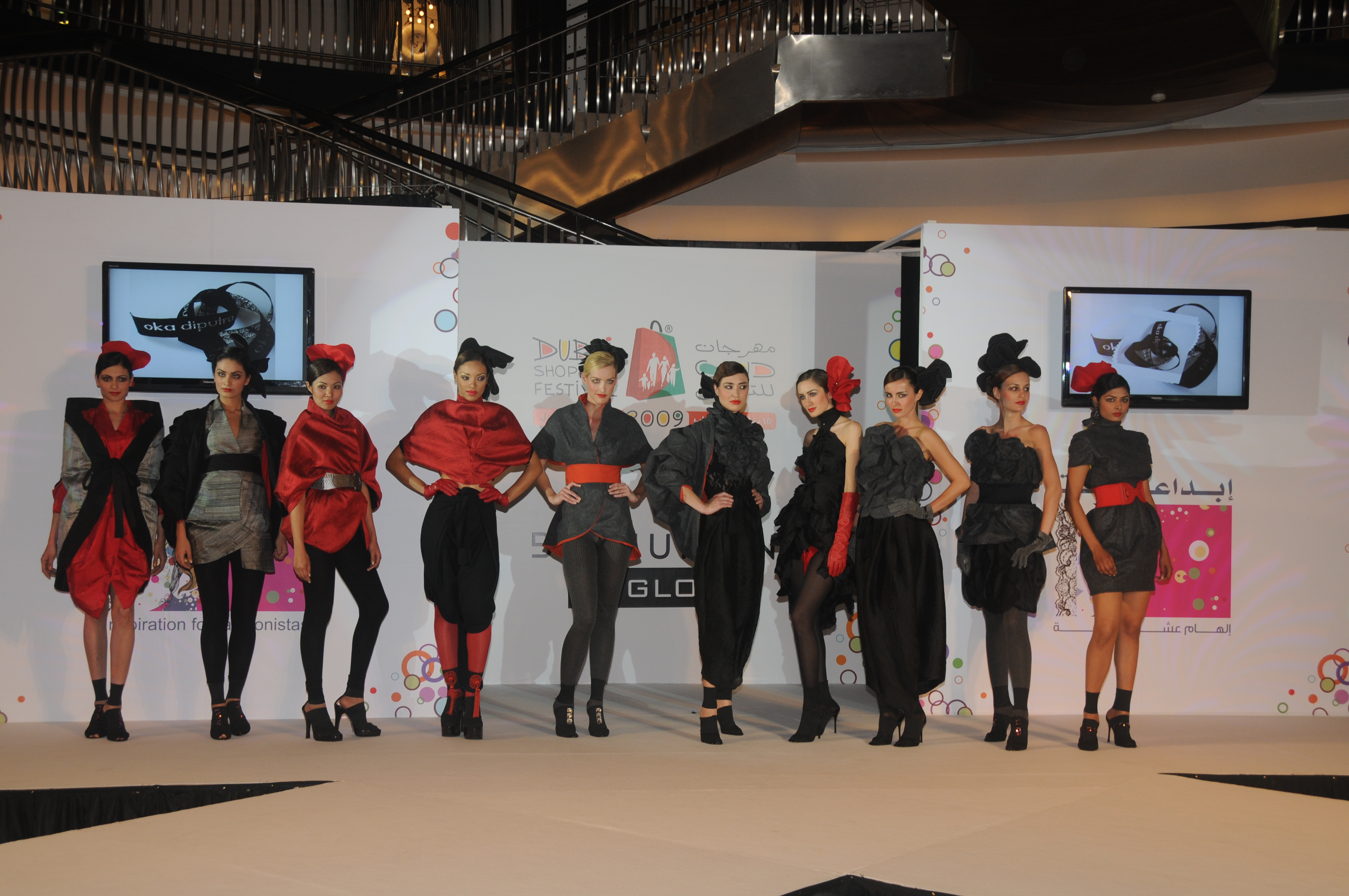
Finale van een modeshow

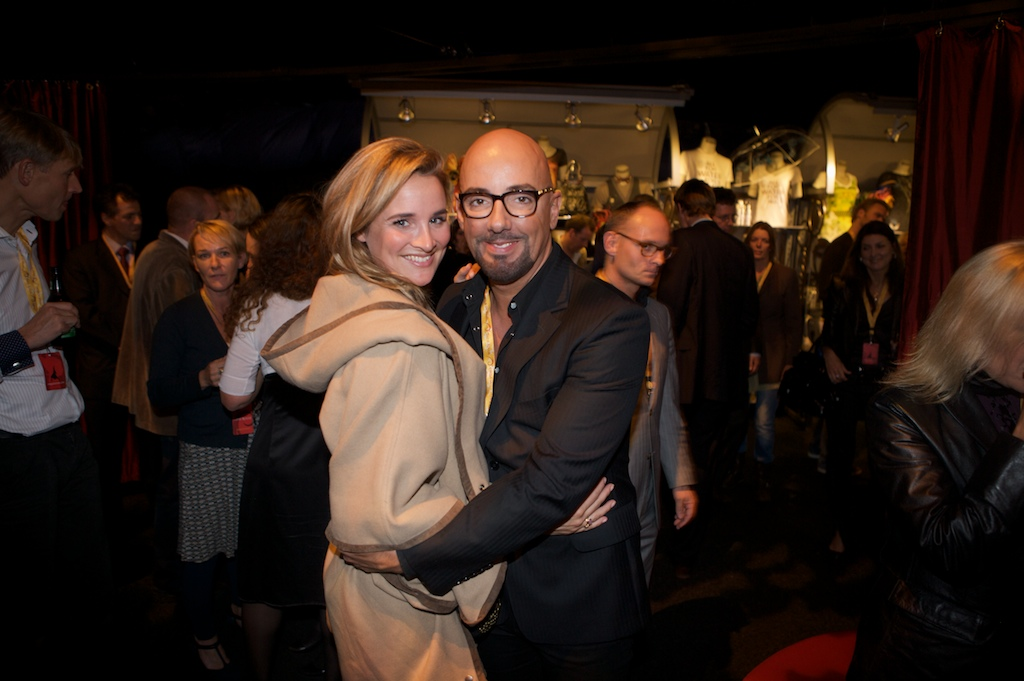
Lieke van Lexmond en stilist Maik de Boer

Een stylist of ook wel stilist is iemand die stijladvies geeft aan anderen, bijvoorbeeld op het gebied van kleding (mode), of die spullen uitkiest en rangschikt volgens een bepaalde stijl, zoals een woningstylist. Een voedselstylist houdt zich bezig met het uiterlijk van gerechten ('het oog wil ook wat'), met name voor culinaire fotografie.
De mensen die door een modestylist geadviseerd worden, kunnen bijvoorbeeld zijn:
- acteurs bij het kiezen van een geschikt kostuum voor hun rol
- fotomodellen tijdens een fotoreportage
- mannequins voor een modeshow
- politici tijdens een verkiezingscampagne
- zangers bij het creëren van een imago
- beroemd- of bekendheden die in een talkshow verschijnen

Kleding, accessoires, kapsel en cosmetica worden uitgezocht voor bijvoorbeeld een:
- verschijnen op de rode loper
- fotoreportage door een fotograaf
- galadiner of bruiloft
- filmrol onder leiding van een filmregisseur
- videoclip
- tv-optreden, prijsuitreiking

Modestilisten houden in de gaten dat het hele plaatje klopt en letten daarbij op ieder detail. Stilisten kunnen adviseren over een complete make-over. Zij werpen een kritische blik op het uiterlijk van hun klanten zien snel welke facetten verbeterd kunnen worden. Soms kunnen zij bijsturen aan het imago dat opgebouwd gaat worden. Stilisten doen tevens onderzoek naar factoren die de trends beïnvloeden. Stilisten zijn dikwijls achter de schermen aanwezig bij modeshows. Zij adviseren de modellen over de make-up, kleding en accessoires. Zij kunnen bijvoorbeeld ook aanwijzingen geven over geschikte poses die de modellen op de catwalk moeten aannemen om de geshowde kleding het beste tot zijn recht te laten komen.
In Nederland is bijvoorbeeld Maik de Boer een bekende modestilist; hij werkte mee aan diverse televisieprogramma's.

## Interieur en retail
Hoewel stilisten het vaakst geassocieerd worden met mode en kleding, is het vak veel breder dan dat. Zo houdt retailstyling zich bezig met een passende winkelbeleving. Interieurstilisten denken na over de inrichting van huizen of kantoren. Over het algemeen kan je stellen dat een stilist een vertaalslag maakt van een trend of een concept, naar een visuele beleving.

## Overige
- Een sporter die blijk geeft de techniek van zijn of haar sport tot op de puntjes te beheersen wordt binnen die context ook wel 'een stilist' genoemd.
- De term stilist wordt ook gebruikt voor schrijvers en musici die een mooie stijl hebben bij het uitoefenen van hun vak.